# Dal Shabet
Dal Shabet (coréen: 달샤벳, stylisé Dal★Shabet  ou Dalshabet) est un girl group sud-coréen créé par E-Tribe de leur label Happy Face Entertainment. Le groupe débute le 3 janvier 2011, avec la sortie de Supa Dupa Diva.

## Carrière

### 2015:Joker Is Alive

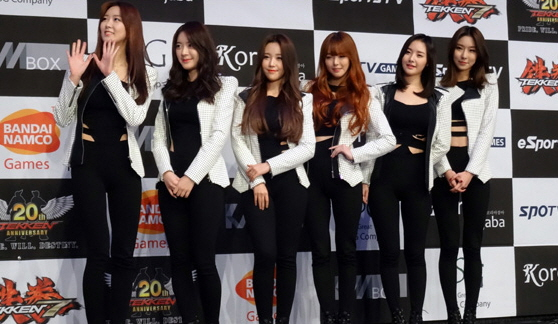
Dalshabet en 2015

Le 2 janvier 2015, Happy Face Entertainment a annoncé au site Starnews que les Dalshabet étaient en pleine préparation de leur comeback avec un nouveau mini-album. La promotion se fera bien à 6 puisque ce sera aussi le retour de Subin qui avait été victime d'un accident de la circulation en mai 2014 ainsi que de Woohee qui avait été hospitalisée pour une affection de la plèvre (pneumothorax) en octobre 2014. Leur retour prévu pour l'été avait donc été reporté et certaines membres du groupe s'étaient consacrées à des activités individuelles entre-temps. En septembre, l'agence avait déjà déclaré que l'enregistrement des chansons pour ce nouvel opus avait commencé. Aucune date de sortie n'a été confirmée pour l'instant, mais l'objectif est fin février ou début mars au plus tard. Elles feront leur retour le 15 avril.
Ainsi, le 15 avril marque donc la sortie du 8e mini-album des filles, et par la même occasion la mise en ligne du clip vidéo de sa chanson-phare : "Joker". Le morceau a été co-écrit par Subin. On note que Subin s'est d’ailleurs impliquée dans la création de toutes les chansons de l'opus Joker Is Alive. Par ailleurs, avant même de pouvoir commencer activement la promotion de leur nouvelle chanson, les Dal Shabet doivent faire face à un petit imprévu. En effet, la chaine de télévision KBS a annoncé qu'elle juge "Joker" inapte à la diffusion.
Le 9 décembre, il a été annoncé que Ga Eun et Jiyul avaient décidé récemment de quitter les Dal Shabet, car leur contrat arrivera à son terme à la fin du mois de décembre. Elles ont décidé de ne pas le renouveler et de se tourner vers d’autres domaines artistiques. il est dit que Ga Eun prévoit de poursuivre des études dans le monde de la mode alors que Ji Yul se consacrera à une carrière d'actrice.
Peu de temps après, les membres des Dal Shabet ont fait part : “Nous espérons revenir le 5 janvier de l’année prochaine. Cela marquera notre cinquième anniversaire de carrière. Nous sommes en train de nous occuper de la date du comeback avec une sortie digitale. Le nouvel opus des Dal Shabet sera un mini-album. Subin a d’ailleurs composé et écrit des pistes qui seront incluses dans l’opus”.

### 2016-maintenant:NaturalnessetFRI. SAT. SUN.
Le 5 janvier 2016, les jeunes femmes ont levé le voile sur Naturalness, leur 9e mini-album et nous proposent également de découvrir, après de nombreux teasers,,,, le clip de "Someone Like U", la piste a été mise en œuvre par Brave Brothers.
Naturalness se place à la 1re place du classement japonais Tower Record et 4e du classement chinois YinYueTai.
Le 13 février 2016, il a été annoncé que les Dal Shabet sortiront un nouveau single durant l'été. Cependant, il fut confirmé plus tard que le groupe a repoussé son retour afin de pouvoir créer un mini-album au lieu d'un single.
Le 29 septembre, Dal Shabet sort son 10e mini-album FRI. SAT. SUN., contenant cinq titres, ainsi que le clip vidéo du titre principal du même nom,.

## Membres
| Nom de scène | Nom de scène | Nom de naissance | Nom de naissance | Date de naissance | Nationalité  | Position                                                               |
| Romanisé     | Coréen       | Romanisé         | Coréen           | Date de naissance | Nationalité  | Position                                                               |
| ------------ | ------------ | ---------------- | ---------------- | ----------------- | ------------ | ---------------------------------------------------------------------- |
| Serri        | 세리         | Park Mi-yeon     | 박미연           | 16 septembre 1990 | Corée du Sud | Leader, Rappeuse principale, danseuse principale, chanteuse secondaire |
| Ah Young     | 아영         | Cho Ja-young     | 조자영           | 26 mai 1991       | Corée du Sud | Rappeuse secondaire, chant, visuel                                     |
| Woohee       | 우희         | Bae Woo-hee      | 배우희           | 21 novembre 1991  | Corée du Sud | Chanteuse secondaire, danseuse secondaire                              |
| Subin        | 수빈         | Park Su-bin      | 박수빈           | 12 février 1994   | Corée du Sud | Chanteuse principale, visage du groupe, maknae                         |

### Anciens membres
| Nom de scène | Nom de scène | Nom de naissance | Nom de naissance | Date de naissance | Nationalité  | Position                                                |
| Romanisé     | Coréen       | Romanisé         | Coréen           | Date de naissance | Nationalité  | Position                                                |
| ------------ | ------------ | ---------------- | ---------------- | ----------------- | ------------ | ------------------------------------------------------- |
| Viki         | 비키         | Gang Eun-hye     | 강은혜           | 24 mars 1988      | Corée du Sud | Leader, Rappeuse principale, danseuse principale, chant |
| Jiyul        | 지율         | Yang Jung-yoon   | 양정윤           | 30 juillet 1991   | Corée du Sud | Danseuse secondaire, chant, visuel                      |
| Kaeun        | 가은         | Cho Kaeun        | 조가은           | 28 juillet 1992   | Corée du Sud | Rappeuse principale, chant                              |

### Chronologie
(Date des dernières nouvelles : 8 décembre 2015.)

## Discographie

### Album studio
| Titre                                                                              | Détails de l'album                                                                                         | Meilleures positions | Ventes                |
| Titre                                                                              | Détails de l'album                                                                                         | COR                  | Ventes                |
| ---------------------------------------------------------------------------------- | --- | -------------------- | --------------------- |
| Bang Bang                                                                          | - Date de sortie : 6 juin 2012 - Label : Happy Face Entertainment - Formats : CD, téléchargement numérique | 7                    | - COR : plus de 4 775 |
| "—" signifie que l'album ne s'est pas classé ou n'est pas sorti dans cette région. | |                      |                       |

### Mini-albums (EPs)
| Titre                                                                              | Détails de l'album                                                                                               | Meilleures positions | Ventes                |
| Titre                                                                              | Détails de l'album                                                                                               | COR                  | Ventes                |
| ---------------------------------------------------------------------------------- | --- | -------------------- | --------------------- |
| Supa Dupa Diva                                                                     | - Date de sortie : 3 janvier 2011 - Label : Happy Face Entertainment - Formats : CD, téléchargement numérique    | 9                    | - COR : plus de 4 132 |
| Pink Rocket                                                                        | - Date de sortie : 14 avril 2011 - Label : Happy Face Entertainment - Formats : CD, téléchargement numérique     | 7                    | - COR : plus de 4 077 |
| Bling Bling                                                                        | - Date de sortie : 11 août 2011 - Label : Happy Face Entertainment - Formats : CD, téléchargement numérique      | 55                   | - COR : plus de 3 609 |
| Hit U                                                                              | - Date de sortie : 26 janvier 2012 - Label : Happy Face Entertainment - Formats : CD, téléchargement numérique   | 1                    | - COR : plus de 4 173 |
| Have, Don't Have                                                                   | - Date de sortie : 13 novembre 2012 - Label : Happy Face Entertainment - Formats : CD, téléchargement numérique  | 5                    | - COR : plus de 3 765 |
| Be Ambitious                                                                       | - Date de sortie : 20 juin 2013 - Label : Happy Face Entertainment - Formats : CD, téléchargement numérique      | 10                   | - COR : plus de 3 239 |
| B.B.B                                                                              | - Date de sortie : 8 janvier 2014 - Label : Happy Face Entertainment - Formats : CD, téléchargement numérique    | 7                    | - COR : plus de 5 450 |
| Joker Is Alive                                                                     | - Date de sortie : 15 avril 2015 - Label : Happy Face Entertainment - Formats : CD, téléchargement numérique     | 8                    | - COR : plus de 4 786 |
| Naturalness                                                                        | - Date de sortie : 5 janvier 2016 - Label : Happy Face Entertainment - Formats : CD, téléchargement numérique    | 10                   | - COR : plus de 3 944 |
| FRI. SAT. SUN                                                                      | - Date de sortie : 29 septembre 2016 - Label : Happy Face Entertainment - Formats : CD, téléchargement numérique | 12                   | - COR : plus de 2 610 |
| "—" signifie que l'album ne s'est pas classé ou n'est pas sorti dans cette région. | |                      |                       |

### Compilation
| Titre                                                                              | Détails de l'album                                                | Meilleures positions | Ventes                |
| Titre                                                                              | Détails de l'album                                                | JPN                  | Ventes                |
| ---------------------------------------------------------------------------------- | ----------------------------------------------------------------- | -------------------- | --------------------- |
| The Best                                                                           | - Date de sortie : 4 novembre 2015 - Formats : CD, DVD, photobook | —                    | - JPN : plus de 1 088 |
| "—" signifie que l'album ne s'est pas classé ou n'est pas sorti dans cette région. |                                                                   |                      |                       |

### Singles
| Titre                                                                                 | Année | Meilleures positions | Meilleures positions | Ventes                         | Album            |
| Titre                                                                                 | Année | COR                  | COR Hot 100 ,        | Ventes                         | Album            |
| ------------------------------------------------------------------------------------- | ----- | -------------------- | -------------------- | ------------------------------ | ---------------- |
| "Supa Dupa Diva"                                                                      | 2011  | 18                   | —                    | - COR (DL) : plus de 1 289 763 | Supa Dupa Diva   |
| "Pink Rocket"                                                                         | 2011  | 17                   | —                    | - COR (DL) : plus de 954 911   | Pink Rocket      |
| "Bling Bling"                                                                         | 2011  | 9                    | 19                   | - COR (DL) : plus de 1 318 918 | Bling Bling      |
| "Hit U"                                                                               | 2012  | 11                   | 17                   | - COR (DL) : plus de 1 574 267 | Hit U            |
| "Mr. BangBang"                                                                        | 2012  | 19                   | 23                   | - COR (DL) : plus de 735 758   | Bang Bang        |
| "Have, Don't Have"                                                                    | 2012  | 22                   | 19                   | - COR (DL) : plus de 755 885   | Have, Don't Have |
| "Be Ambitious (Look At My Legs)"                                                      | 2013  | 14                   | 12                   | - COR (DL) : plus de 501 962   | Be Ambitious     |
| "B.B.B (Big Baby Baby)"                                                               | 2014  | 15                   | 15                   | - COR (DL) : plus de 347 325   | B.B.B            |
| "Joker"                                                                               | 2015  | 20                   | —                    | - COR (DL) : plus de 142 274   | Joker Is Alive   |
| "Someone Like U"                                                                      | 2016  | 89                   | —                    | - COR (DL) : plus de 47 159    | Naturalness      |
| "FRI. SAT. SUN"                                                                       | 2016  | 138                  | —                    | - COR (DL) : plus de 12 279    | FRI. SAT. SUN    |
| Japonais                                                                              |       |                      |                      |                                |                  |
| "Hard 2 Love"                                                                         | 2015  | —                    | —                    | - JPN (CD) : plus de 2 369     | —                |
| "—" signifie que le morceau ne s'est pas classé ou n'est pas sorti dans cette région. |       |                      |                      |                                |                  |

## Filmographie

### Films
| Année | Title           | Rôle                |
| ----- | --------------- | ------------------- |
| 2012  | Wonderful Radio | Corby Girls (Cameo) |

### Dramas
| Année | Titre      | Chaîne | Rôle                   |
| ----- | ---------- | ------ | ---------------------- |
| 2011  | Dream High | KBS2   | Kirin Students (Cameo) |

### Télé-réalité
| Année | Titre                   | Chaîne               | Rôle        |
| ----- | ----------------------- | -------------------- | ----------- |
| 2011  | Sweet Sweet Story       | KukiTV               | Themselves  |
| 2011  | Cool Friends            | SBS MTV              | Elles-mêmes |
| 2014  | A Date with K-pop Stars | MediaCorp, Channel M | Elles-mêmes |

## Récompenses et nominations
| Année | Programme                                        | Catégorie                     | Résultat   | Réf.   |
| ----- | ------------------------------------------------ | ----------------------------- | ---------- | ------ |
| 2011  | 19th Republic of Korea Entertainment News Awards | Popularity Award              | Lauréat    | [ 45 ] |
| 2011  | 2011 Bugs Music Awards                           | Best Rookie                   | Lauréat    | [ 46 ] |
| 2011  | 13th Mnet Asian Music Awards                     | Best New Female Artists       | Nomination | [ 47 ] |
| 2012  | GALLUP Korea                                     | Best New Female Group of 2011 | Lauréat    | [ 48 ] |
| 2012  | Ministry of Health and Welfare                   | Campaigning Award             | Lauréat    | [ 49 ] |
| 2013  | Homme Music Award                                | #1 Played Song                | Lauréat    | [ 50 ] |